# Serguéi Kozlov
Serguéi Ivánovich Kozlov (en ruso: Сергей Иванович Козлов; Krasnodón, Unión Soviética; 7 de noviembre de 1963) es un político separatista de la República Popular de Lugansk. Actualmente, es primer ministro de la República Popular de Luhansk, desde 2015, habiéndolo sido tanto en la etapa independiente, como desde  2022 en laRepública Popular de Lugansk anexada por Rusia. También es el mayor general de la Milicia Popular de RPL, a la que se unió durante la Revolución de la Dignidad, en la que Lugansk se declaró República Popular. Anteriormente también trabajó en el Servicio Estatal de Emergencias de Ucrania.

## Biografía
Antes de ser nombrado primer ministro de la RPL, fue subcomandante del ejército de la República. En 1981, Kozlov se matriculó en la Escuela de Navegantes de Aviación Militar de Voroshilovgrad (actual Lugansk). Entre 1994 y 2005, Kozlov también trabajó en el Servicio Estatal de Emergencias de Ucrania .